# نیکو بالانی
نیکو بالانی (انگلیسی: Nico Baleani؛ زادهٔ ۱۶ نوامبر ۱۹۹۲) بازیکن فوتبال اهل اسپانیا است.
از باشگاه‌هایی که در آن بازی کرده‌است می‌توان به باشگاه ورزشی رئال مایورکا اشاره کرد.